# SpaceX Crew-11
SpaceX Crew-11 è il 18º volo orbitale con equipaggio di una navicella spaziale Crew Dragon nel programma Commercial Crew della NASA, realizzata in collaborazione con SpaceX. È stata lanciata il 1º agosto 2025 dal Kennedy Space Center e ha trasportato quattro membri dell'equipaggio a bordo della navicella Crew Dragon Endeavour verso la Stazione Spaziale Internazionale (ISS). L'equipaggio è composto dalla comandante Zena Cardman e il pilota Michael Fincke della NASA, e gli specialisti di missione Kimiya Yui della JAXA e Oleg Platonov di Roscosmos. La missione ha come obiettivi principali il supporto alle attività scientifiche e operative a bordo della ISS, con una permanenza prevista di circa sei mesi, potenzialmente estendibile fino a otto, durante le Expedition 73/74.

## Equipaggio
L'equipaggio è stato assegnato ufficialmente alla missione il 27 marzo 2025 ed composto da quattro astronauti provenienti da Stati Uniti, Giappone e Russia. Il ruolo di comandante è assunto da Zena Cardman, astronauta della NASA e con background di biologa, alla sua prima missione spaziale che era stata precedentemente assegnata come comandante della SpaceX Crew-9, poi rimossa per i problemi con la missione Boe-CFT. Il ruolo di pilota è affidato al veterano Mike Fincke, anch'egli della NASA, con alle spalle tre precedenti voli spaziali, di cui due di lunga durata sulla ISS. Kimiya Yui è il primo specialista di missione, astronauta della JAXA e pilota collaudatore al suo secondo volo nello spazio dopo la missione di sei mesi Sojuz TMA-17M nel 2015. Infine Oleg Platonov, cosmonauta Roscosmos con background di pilota militare che nel 2023 era stato rimosso dall'equipaggio della Sojuz MS-26 a cui era assegnato per temporanei motivi medici che l'hanno reso non idoneo al volo.
| Ruolo                     | Equipaggio                                           | Equipaggio                                           |
| ------------------------- | ---------------------------------------------------- | ---------------------------------------------------- |
| Comandante                | Zena Cardman, NASA Expedition 73/74 Primo volo       | Zena Cardman, NASA Expedition 73/74 Primo volo       |
| Pilota                    | Michael Fincke, NASA Expedition 73/74 Quarto volo    | Michael Fincke, NASA Expedition 73/74 Quarto volo    |
| Specialista di missione 1 | Kimiya Yui, JAXA Expedition 73/74 Secondo volo       | Kimiya Yui, JAXA Expedition 73/74 Secondo volo       |
| Specialista di missione 2 | Oleg Platonov, Roscosmos Expedition 73/74 Primo volo | Oleg Platonov, Roscosmos Expedition 73/74 Primo volo |

## Missione

### Lancio e docking
Il lancio della missione SpaceX Crew-11 è avvenuto il 1º agosto 2025 alle 15:43 dal Complesso di lancio 39A del Kennedy Space Center, a Cape Canaveral. L'equipaggio è partito a bordo della navicella Crew Dragon Endeavour, trasportata in orbita da un razzo Falcon 9 Block 5. Il decollo era inizialmente previsto per il 31 luglio, ma è stato rinviato di un giorno a causa di condizioni meteorologiche sfavorevoli, che hanno causato un'interruzione automatica della sequenza di lancio a circa un minuto dal lancio. Il lancio del giorno successivo si è svolto regolarmente e ha dato inizio a un viaggio di circa 15 ore verso la Stazione Spaziale Internazionale. Il docking di Endeavour è avvenuto in modalità automatica il 2 agosto alle 06:26, quando la Crew Dragon si è agganciata al boccaporto anteriore del modulo Harmony. Dopo i controlli di tenuta e pressurizzazione, il portellone interno è stato aperto alle 08:45 UTC, permettendo all'equipaggio di entrare a bordo della ISS e unirsi all'equipaggio della Expedition 73.

### Permanenza sulla ISS
L'equipaggio della Crew-11 darà il cambio all'equipaggio della SpaceX Crew-10, che dopo appena cinque giorni di handover, il 7 agosto, lascerà la ISS per tornare sulla Terra. La Crew-11 prenderà parte agli ultimi quattro mesi dell'Expedition 73 insieme all'equipaggio della Sojuz MS-27 e i primi mesi dell'Expedition 74 insieme all'equipaggio della Sojuz MS-28. Al momento del lancio, la permanenza della Crew-11 sulla ISS era prevista per circa sei mesi, ma la NASA ha annunciato la possibilità di estendere le future missioni fino a otto mesi, nell'ambito di una nuova strategia al fine di allineare meglio i piani di volo con quelli delle missioni russe e ottimizzare la rotazione degli equipaggi.